# Sesarma reticulatum
Sesarma reticulatum är en kräftdjursart som först beskrevs av Thomas Say 1817.  Sesarma reticulatum ingår i släktet Sesarma och familjen Sesarmidae. Inga underarter finns listade i Catalogue of Life.